# Павичевич, Джоко
Гео́рги Джо́ко Пави́чевич (серб. Ђорђије Ђоко Павићевић ; 6 мая 1872, село Дол-Пешивачки — 4 июня 1970, Никшич) — югославский черногорский военачальник, участник Первой и Второй мировой войн. Деятель партизанского движения, Народный герой Югославии (1953). Является самым пожилым участником Народно-освободительной войны Югославии.

## Биография
Родился 6 мая 1872 года в селе Дол-Пешивачки близ Никшича в черногорской семье военных (был 14-м ребёнком в семье, родителям было уже за 50). Поскольку его семья была бедной, а ближайшая школа находилась в Никшиче, никто из детей в семье не получил образования. Служил по призыву до 1903 года. Поздно стал грамотным (окончил 3 класса школы), поэтому в унтер-офицерское училище черногорской армии в Цетинье поступил только в 1906 году. Нёс службу в армии Королевства Черногории, окончил офицерское училище.

### В армии Черногории
Будучи офицером и сторонником одного из высших армейских офицеров, Янко Вукотича, вступил в конфликт с военным министром Митаром Мартиновичем, что в немалой степени повлияло на его карьеру. В начале 1912 года в звании подпоручика был назначен командиром роты, однако в июле того же года, во время подготовки к Первой Балканской войне, министр Мартинович, формируя командный состав черногорской армии, снял Павичевича с командного поста и перевёл его в инженерные части. Добиваясь отмены перевода, был арестован по личному указанию министра и, несмотря на многочисленные обращения подчинённых (в том числе и к королю), около года, до мая 1913 года, провёл в тюрьме. В августе 1913 судом за дерзкое поведение по отношению к военному министру был приговорён к шести месяцам лишения свободы, а так как уже отбыл заключение, был тут же освобождён. После этого стал активным противником короля Николы I, которого считал деспотом.
В начале 1914 года новым военным министром Я. Вукотичем был назначен командиром пограничной роты в Джяковице. Здесь, на черногорско-албанской границе, провёл около полугода, вплоть до начала Первой мировой войны. Застав очень плохую обстановку в приграничной зоне, которая сопровождалась убийствами солдат и разграблением скота у местного населения, а также коррупцию в среде жандармерии, активно боролся с таким положением дел. Ему удалось наладить хорошие отношения с жителями окрестных албанских сел и успокоить обстановку на этом участке границы, что прекратило вооруженные нападения на солдат.

### Участие в Первой мировой войне
С началом Первой мировой войны воевал в составе Санджакской армии, в 1914 и 1915 годах участвовал в сербско-черногорском наступлении в Боснии (командовал ротой Ловченской бригады), хорошо проявив себя как храбрый и умелый командир. Ходатайство о присвоении ему звания лейтенанта было отклонено лично королём. После известия о капитуляции черногорской армии в январе 1916 года посоветовал подчинённым не выполнять приказ о сдаче оружия, а взять винтовки домой и спрятать их в безопасных местах (большинство солдат последовали его совету). После оккупации Черногории был интернирован в лагерь для военнопленных в Венгрии, где был заключён в тюрьму вместе с рядом наиболее активных черногорских офицеров во главе с Я. Вукотичем. Оставался в заключении до конца войны. За проявленные мужество и командирское умение был награждён медалью «За храбрость».
В 1918 году выступил за объединение Черногории с Сербией и создание Югославии, однако из-за плохого отношения с черногорскими офицерами в новой югославской армии в конце 1923 года ушёл в отставку в звании капитана. Продал семейную собственность в Дол-Песивачки и купил недвижимость в Мокри-Доле, недалеко от Никшича, чтобы дать возможность своим детям получить образование. Его сыновья, Воислав и Бранко, присоединились к революционному молодежному движению ещё в школьные годы и стали членами нелегального Союза коммунистической молодежи Югославии (СКОЮ) (Павичевич не стал препятствовать участию сыновей в коммунистическом движении).

### Участие в партизанском движении
Откликнулся на мобилизацию офицеров запаса в начале апреля 1941 года. Выехав в Требинье, принял на себя обязанности начальника подготовки запасного командования дивизии в районе Зета. Здесь уже через две недели получил известие о капитуляции югославской армии. Как и во время капитуляции черногорской армии в январе 1914 года, не сдал врагу своё оружие,
В 1941 году, после оккупации страны, в возрасте 69 лет вступил в партизанское движение, несмотря на свой преклонный возраст. Его боевое крещение (вместе с обоими сыновьями и дочерьми Милойкой (род. 1919) и Ангелией (род. 1926)) состоялось 13 июля, когда черногорцы подняли антиитальянское восстание. Отказавшись от должности командира батальона Народно-освободительной армии Югославии (НОАЮ), занялся привлечением земляков в партизанские части, используя свою широкую известность и репутацию. Его письмо дочери Ангелии по поводу гибели сына Воислава 6 сентября 1941 года по решению комитета КПЮ и лично члена Верховного штаба НОАЮ, командира Главного штаба народно-освободительных партизанских отрядов Черногории и члена политбюро ЦК КПЮ И. Милутиновича было размножено и разослано всем партизанским отрядам в Черногории как пример призыва к борьбе с оккупантами.
Работал в Главном штабе народно-освободительных партизанских отрядов Черногории, часто выступая перед бойцами и гражданскими лицами, до весны 1942 года был заместителем командира Требьесского батальона Никшичского партизанского отряда, участвовал в боях при Никшиче и в отражении антипартизанского наступления.
В июне 1942 года стал членом штаба и советником командира 5-й пролетарской черногорской ударной бригады, с которой участвовал в боях в Боснийской Краине, участвовал в боях при Трескавицах, Забрче и Битовне. С конца 1942 года готовил 1-е заседание Антифашистского вече народного освобождения Югославии (АВНОЮ). Стал членом Черногорской антифашистской скупщины народного освобождения, как старейший делегат открывал её первое заседание. В должности члена штаба и советника командира 4-й пролетарской черногорской ударной бригады участвовал в битвах на Неретве и Сутьеске. В июне 1943 участвовал в прорыве частей НОАЮ в Черногорию. В сентябре 1943 года был принят в члены коммунистической партии (кандидат с декабря 1941). 1 ноября 1943 ему было присвоено звание полковника.
В ноябре 1943 года был избран советником АВНОЮ, также стал советником П. Четковича, командира сформированной 3-й ударной дивизии НОАЮ.
После освобождения Никшича в сентябре 1944 года остался в городе и продолжил активную политическую деятельность. Был избран президентом Красного Креста и вице-президентом Народно-освободительного фронта района Никшич, а затем членом Главного правления Народно-освободительного фронта Черногории.
По словам писателя Владимира Назора, Джоко Павичевич был самым старым участником Народно-освободительной войны в Югославии.

### Послевоенный период

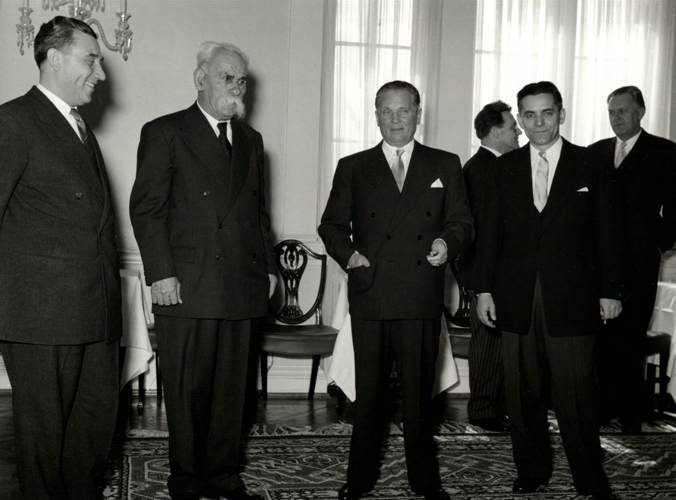
Александр Ранкович, Джоко Павичевич, Иосип Броз Тито и Пуниша Перович в апреле 1955 г.

По окончании войны в мае 1945 года вышел на пенсию в звании полковника. На выборах в Учредительное собрание Черногории 3 ноября 1946 года был избран депутатом и, как старейший депутат, открыл первую сессию Учредительного собрания, состоявшуюся 20 ноября 1946 года в Цетинье. Поддержал И. Броз Тито в конфликте с Коминформом и ВКП(б), много выступал на массовых митингах и собраниях. В качестве почётного гостя приглашался на республиканские и федеральные съезды и конференции КПЮ, Народного фронта, Союза ветеранов народно-освободительной войны и других структур.
Скончался 4 июня 1970 в возрасте 98 лет. Похоронен с высшими воинскими почестями на кладбище в Никшиче.
Награждён рядом орденов и медалей, в том числе орденом Народного героя (27 ноября 1953). Его именем названа улица в белградском районе Котеж.

## Семья
Старший сын Воислав погиб в бою в 1941 году. Сын Бранко был первым президентом Черногорской академии наук и искусств. Активные участницы партизанской войны, его дочери Ангелия (была тяжело ранена в боях, после выздоровления вернулась в строй) и Милойка (была ранена, захвачена четниками, бежала из плена).